# Ferit Edgü
İsmail Ferit Edgü (Isztambul, 1936. február 24. – 2024. július 22.) török író, költő és műgyűjtő.
Novellái és festészeti kritikáival vált ismertté. Ezen kívül, regényeket, verseket és esszéket is írt, valamint könyvkiadással is foglalkozott. Törökország délkeleti sarkában fekvő, Hakkâri tartományában, katona-tanárként dolgozott. Az itt szerzett katonai tapasztalatai nyomán írta meg az “O/Hakkâri'de Bir Mevsim” (Ő/Egy évszak Hakkáriban) című regényét, melyet aztán, több nemzetközi díjat is magáénak tudó film-adaptáció készült. Továbbá, műveinek minimalista szerkezete és a hétköznapi emberek mindennapi életének előtérbe helyezésével, széleskörű ismertségre tett szert. Írásaiban, a reménytelenség, bánat, és a lét-nemlét kérdésére összpontosít, valamint az írás és hallgatás közti ingadozás élményét tárja az olvasó elé.

## Élete
Apja Mehmet Nuri Edgü volt, anyja pedig, Fatma Nevber Hanım. Apja 1952-es halálát követően költészettel kezdett el foglalkozni. Első verse, 1952-ben a Kaynak című folyóiratban, első novellája pedig 1954-ben a Yeni Ufuklar című lapban jelent meg. 
A képzőművészetek iránti érdeklődését követve, a Maya Sanat Galerisi kiállításán debütáló festők munkáiról írt esszéket, melyek aztán, a Vatan című lapban jelentek meg. Továbbá a Yeni Ufuklar, Mavi, Vatan, Sanat Eki, Pazar Postası, és Dost című folyóiratokban megjelenő írásaival vált ismertté.
Felsőfokú tanulmányait, az Isztambuli Állami Szépművészeti Akadémiájának, festészeti szakán kezdte. Később, a párizsi Sorbonne  Egyetemen filozófiát tanult, a Louvre-ban, pedig művészettörténeti órákra járt. Hollandiában ismerte meg a feleségét, Amelie Edgüt. A párnak 1968-ban született egy lánya, majd 1997-ben elváltak. 
1964-ben visszatért Törökországba, ahol a sorkatonasági szolgálat ideje alatt, a Hakkâriban található Pirkanis nevű faluban, katonatanári feladatkört látott el. Az itt szerzett katonai tapasztalatai nyomán született meg, az “O/Hakkâri’de Bir Mevsim” című regénye, amit 1977-ben adtak ki. Ezt követően, még egy évet Párizsban töltött, majd ismét visszatért Törökországba, ahol végleg letelepedett. 
1976-ban megalapította, az Ada Yayınları könyvkiadót. İlhan Berk, “Atlas”, című verses kötetével kezdve, 1990-ig, csaknem 140 könyvet jelentetett meg. A szépirodalmi alkotásokon kívül, festészeti, illetve művészettörténeti témájú könyveket is kiadott.
2024. július 22-én, 88 évesen hunyt el. Ezt követően, 2024. július 24-én a Teşvikiye Dzsámiban elvégzett szertartást követően az Aşiyan temetőben helyezték végső nyugalomra.

## Munkássága
Ferit Edgü, az ‘50-es évek generációjának nevezett, stílusi és tartalmi téren is új irányba tekintő, irodalmi korszak képviselői közé tartozott. Ezen belül a ‘Baylancılar’ néven ismert, Demir Özlü, Orhan Duru, Yılmaz Gruda, Fikret Hakan és Orhan Çubukçu, írókat is magában foglaló csoport tagjaként tevékenykedett. Nagy hatással volt rájuk Nyugat-Európában párhuzamosan megjelenő egzisztencializmus és szürrealizmus, mely előbbi a társadalmi realizmus határait feszegető, a “pillanatot” megragadni próbáló, stílusjegyeket mutat.
Ferit Edgü korai munkásságában különösen nagy hangsúlyt kapnak az  említett irányzatok. Stílusának kialakulásában hatással voltak rá olyan nyugati írók, mint Beckett, Deleuze, Joyce és Kafka, valamint az egész ‘50-es korosztály felfogását, alapjaiban formáló honfitársa, Sait Faik is. Kritikusai, őt és az egész ‘50-es korosztályt, gyakran illették, olyan kritikákkal, miszerint nem látják tisztán a társadalmi feltételek okait és ezért a menekülés pszichológiája határozza meg őket. Edgü, ezzel ellentétben, azt mondja, hogy nem menekül az valóság elől, hanem pont hogy megpróbálja megragadni azt. Ugyanakkor, az ehhez használt hangneme és nyelvezete, újszerű, sőt egyenesen szembemegy a hagyományos formákkal. Így aztán, nem meglepő, hogy a korábbi generációk írói és költői, nem tekintenek pozitívan Edgü “depresszív” stílusára. 
Az írásaiban megjelenő szerénység, egyszerű nyelvezet és körültekintő szóhasználat, illetve a mindezt kísérő, mély gondolatiság, nagyban hozzájárult, hogy az ‘50-es korosztály egyik kiemelkedő alakja váljék belőle. Edgü számára különösen fontos volt, hogy elmondjon mindent, amiről, úgy érezte, el kell mondania. Szerinte, ugyanis, mind a megszólalás, az elbeszélés és az írás, nem tudatosan, egy konkrét céllal történik, hanem egy kilátástalanság vezérelte folyamat. Mindez, összefüggésbe hozható Edgü, társadalmi realizmushoz való kritikus hozzáállásával. Edgü, aki nem csak az elbeszélések tárgyának, hanem módjának is alakítói közül valónak mondja magát; nagyobb hangsúlyt fektet arra, hogy hogyan szeretne írni, mint hogy miért. 
Edgü számára az írás, nem olyasvalami amit azért csinál, mert élvezi, vagy hogy kiadja magából a bánatát. Pont ellenkezőleg, egy nélkülözhetetlen területet jelent, ahova a hallgatástól való félelem elől menekül. A létbizonytalanság, a magány és a depresszió köré szőtt novelláiban, fontos szerepet kapnak, az álmodozások. Fontos kiemelni, hogy itt nem egy fantáziavilágról, hanem a külvilágot alapul véve egy, új világ létrehozásáról van szó.
Legkiemelkedőbb műve, az “O” (Ő) című regénye, melyből később “Hakkâri’de Bir Mevsim” néven film is készült, és aminek elkészítésében, mega Ferit Edgü is részt vállalt. Később, aztán a regény is már inkább a film címével vált ismertté, ezért az újabb kiadásokon, már az “O/Hakkâri’de Bir Mevsim” szerepel címként.

## Művei
Regényei
- 1976: Kimse
- 1977: Hakkâri'de Bir Mevsim
- 1988: Eylülün Gölgesinde Bir Yazdı

Novellái
- 1959: Kaçkınlar
- 1962: Bozgun
- 1968: Av
- 1978: Bir Gemide
- 1982: Çığlık
- 1991: Binbir Hece
- 1995: Doğu Öyküleri
- 1999: İşte Deniz, Maria
- 2002: Do Sesi
- 2005: Avara Kasnak
- 2007: Nijinski Öyküleri
- 2010: Leş
- 2021: Yolun Gittiği Yer

Esszéi
- 1978: Tüm Ders Notları
- 1980: Yazmak Eylemi (Ada Yayınları)
- 1986: Şimdi Saat Kaç?
- 1991: Yeni Ders Notları
- 1996: Seyir Sözcükleri
- 2001: Devam
- 2003: Sözlü/ Yazılı
- 2003: İnsanlık Halleri
- 2013: Selma Gürbüz İçin Üç Yazı

Verseskötetei
- 1978: Ah Min-el Aşk
- 1999: Dağ Şiirleri

Életrajzok
- 1986: Osman Hamdi-Bilinmeyen Resimleri
- 2001: Avni Arbaş
- 2003: Abidin

Gyerekkönyv
- 2004: Doğa Dostları

## Díjai
- 1979: Sait Faik Történetírói Díj: "Bir Gemide" (1978)
- 1979: Türk Dil Kurumu Esszédíja: "Tüm Ders Notları" (1978)
- 1988: Sedat Simavi Irodalmi Díj: "Eylülün Gölgesinde Bir Yazdı" (1988)

## Fordítás
Ez a szócikk részben vagy egészben  a   Ferit Edgü című török Wikipédia-szócikk ezen változatának fordításán alapul.  Az eredeti cikk szerkesztőit annak laptörténete sorolja fel. Ez a jelzés csupán a megfogalmazás eredetét és a szerzői jogokat jelzi, nem szolgál a cikkben szereplő információk forrásmegjelöléseként.